# Flygaska

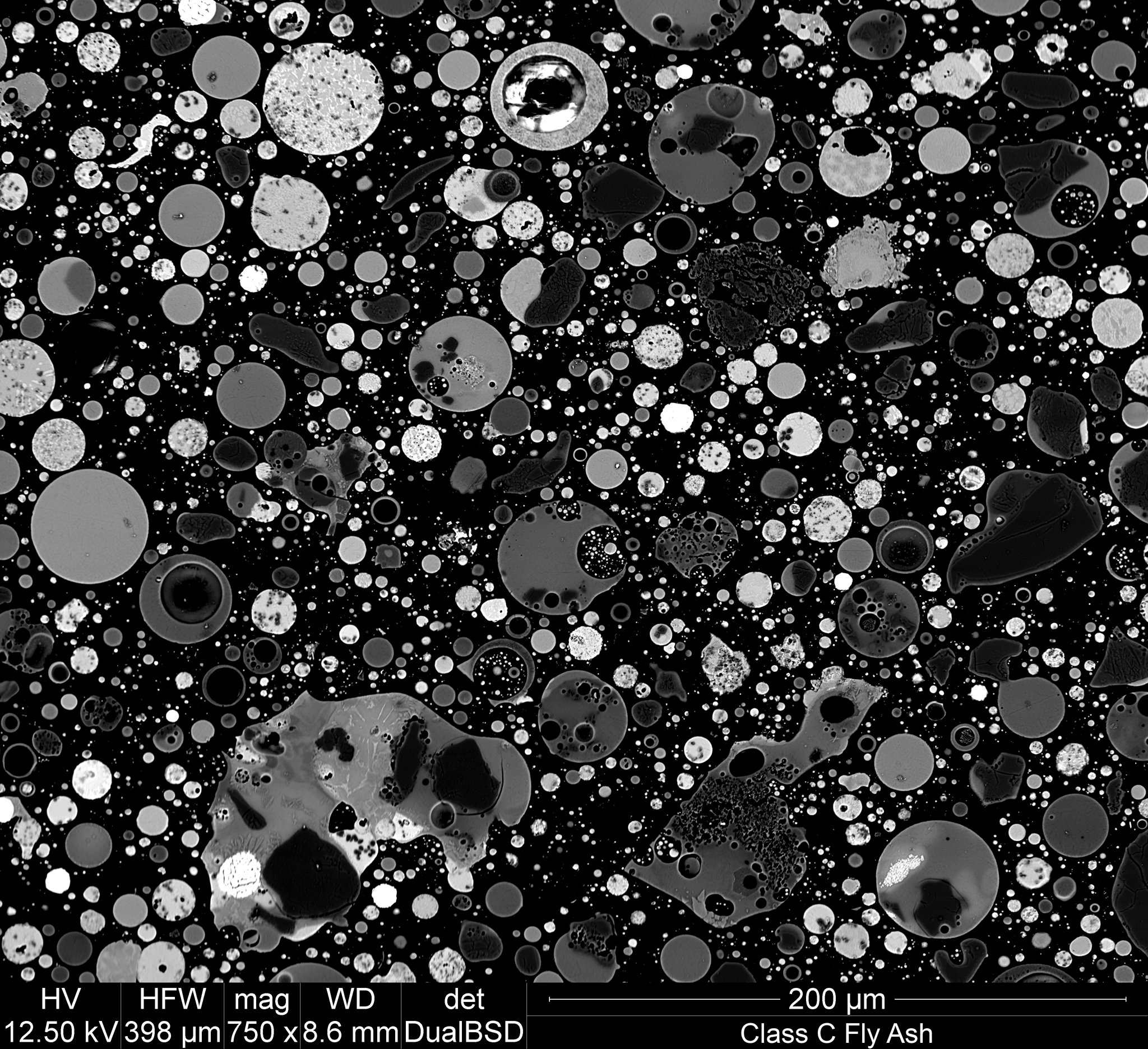
Mikroskopfotografi i 750 gångers förstoring av ett tvärsnitt med fraktion av flygaska

Flygaska är den fasta fasen som avskiljs vid rökgasrening. Flygaskan kan innehålla en stor del av de gifter och tungmetaller som bränslet innehöll före förbränningen samt ämnen som bildats under förbränningen. Flygaska som används för betongtillverkning regleras i standarden SS-EN 450-1 och det är en harmoniserad standard, vilket betyder att produkten ska CE-märkas enligt reglerna i standardens bilaga ZA. De krav som ställs i standarden på kemiska samt fysiska egenskaper innebär att aska som kommer från förbränning av kommunalt och industriellt avfall inte får användas som typ II tillsatsmaterial utan enbart den flygaska som kommer från kolpulvereldade kraft- och värmeverk och som avskiljs till exempel med elektrostatiska filter får användas i betongtillverkning. Den kemiska sammansättningen av stenkolsflygaska varierar beroende på kolets sammansättning, men i huvudsak består stenkolsflygaska av aluminiumsilikatglas. Det förekommer även tungmetaller i halter liknande dem i cement.